# جذور الحرب الأهلية الإسبانية

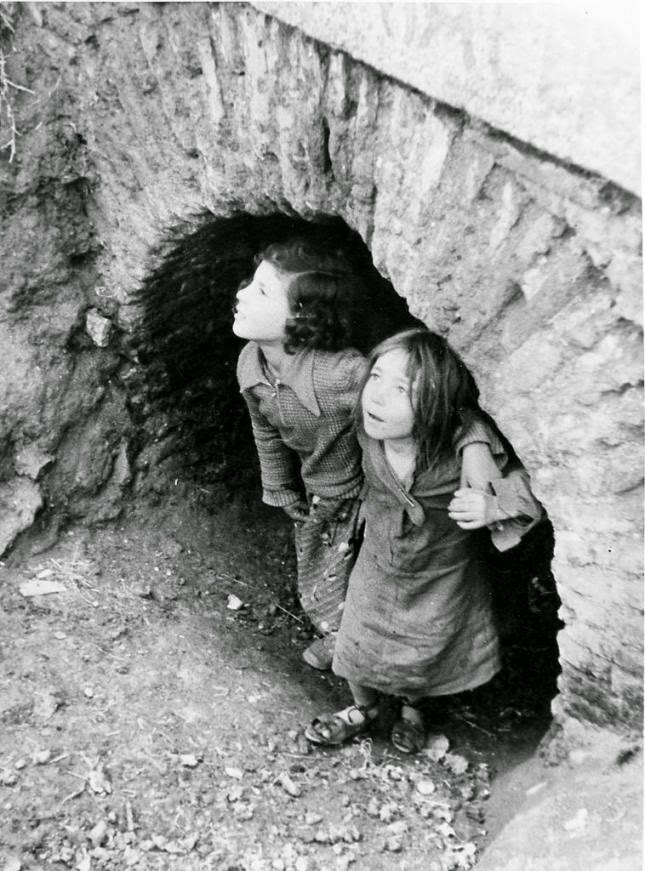
طفلتين مختبئتين في المجاري أثناء قصف فرانكو لمدريد سنة 1937.

تعود جذور الحرب الأهلية الإسبانية إلى نهاية القرن التاسع عشر، عندما كان أصحاب العقارات الكبيرة ممن أطلق عليهم (بالإسبانية: latifundios)‏ يحتفظون بمعظم القوة الأوليغارشية في تملك الأراضي. إلا أن القطاعين الصناعي والتجاري تمكنا من إضعاف قوة ملاك الأراضي. ففي سنة 1868 أدت الانتفاضة الشعبية إلى الإطاحة بالملكة إيزابيل الثانية البوربونية. وفي 1870 استلم الحكم الملك أماديو الأول من آل سافوي، ولكنه تنازل سنة 1873 بسبب الضغوط السياسية، حيث أعلنت جمهورية إسبانيا الأولى قصيرة العمر. ثم استعاد البوربون الحكم في ديسمبر 1874. فأظهر الكارليون والفوضويون معارضتهم للملكية. ساعد أليخاندرو ليروكس على إبراز مبدأ الجمهورياتية في كاتالونيا، حيث كان الفقر مستشريا فيها. توج الاستياء المتزايد من التجنيد والعسكرية بالأسبوع المأساوي في برشلونة سنة 1909. وبعد الحرب العالمية الأولى اتحدت الطبقة العاملة والصناعية مع الجيش على أمل إزالة الحكومة المركزية الفاسدة، لكنها لم تنجح. فازدادت المخاوف من الشيوعية، مما أدى بالجنرال ميغيل بريمو دي ريفيرا أن يقود انقلابا عسكريا أوصله إلى السلطة في 1923، فحكم أسبانيا بدكتاتورية عسكرية. ولكن بدأ نظامه بالضعف تدريجياً، مما حدا به بالاستقالة في يناير 1930. فأضعف ذلك الملكية في المدن الكبرى، حيث تنازل الملك ألفونسو الثالث عشر عن الحكم وشكلت الجمهورية الإسبانية الثانية، التي استمرت حتى انتهاء الحرب الأهلية الإسبانية. فيما واصل الملكيون معارضتهم لتلك الجمهورية.
أصبحت اللجنة الثورية التي كان نيكيتو الكالا زامورا يرأسها هي الحكومة المؤقتة وأضحى زامورا رئيسا للدولة، ونالت الجمهورية على دعم واسع من جميع شرائح المجتمع. وأعادت انتخابات يونيو 1931 غالبية الجمهوريين والاشتراكيين إلى البرلمان. ومع بداية انتشار الكساد العظيم حاولت الحكومة مساعدة المناطق الريفية في إسبانيا بتطبيق ثمان ساعات في اليوم عمل، ومنح الأراضي الزراعية للمزارعين. وظلت قضايا الإصلاح الزراعي وظروف العمل أهم القضايا في حياة الجمهورية. ولكن استمر تهديد الفاشية متفاعلا، وقد ساعدتها إصلاحات الجيش المثيرة للجدل. وأُشهِرَ في ديسمبر عن دستور جديد إصلاحي وليبرالي وديمقراطي. فأعلن الدستور عن علمانية الحكومة والدولة. أصيب الكاثوليك الملتزمين بخيبة أمل من حكومتهم الائتلافية بسبب بطئها في الاستجابة لموجة عنف ضد رجال الدين. وفي أكتوبر 1931 أصبح مانويل أثانيا رئيس وزراء حكومة الأقلية. ولكن تمكن اليمين من الفوز في انتخابات 1933 بعد انتفاضة فاشلة قام بها الجنرال خوسي سانخورخو في أغسطس 1932، وهو الذي قاد لاحقا انقلابا آخر أشعل به الحرب الأهلية.
أطلقت على الفترة التي تلت نوفمبر 1933 اسم السنتان السوداوان، حيث ازدادت فيها احتمالات الحرب الأهلية. حيث قام أليخاندرو ليروكس من الحزب الجمهوري الراديكالي بتشكيل حكومة بدعم من CEDA مما تسبب بارتداد كل التغييرات الرئيسية التي جرت في ظل الإدارة السابقة، كما منح العفو للجنرال خوسي سانخورخو الذي قام بانقلابه الفاشل سنة 1932. وانتقل بعض الملكيين إلى حركة الفلانخي الإسبانية الفاشية للمساعدة بتحقيق أهدافهم. وردا على ذلك أصبح الحزب الاشتراكي (PSOE) أكثر تطرفًا، حيث أنشأ لجنة ثورية وتدريب الشباب الاشتراكي سراً. ووقعت أعمال عنف مفتوحة في شوارع المدن الإسبانية فازداد التقاتل حتى وصلت ذروته مع بداية الحرب الأهلية، مما عكس حركة نحو ثورة متطرفة بدلاً من وسائل ديمقراطية سلمية لحل مشاكل إسبانيا. وفي سنة 1934 انهارت حكومتان كان بها وزراء من الاتحاد الإسباني لليمين المستقل (CEDA)، حيث كان أكثر يمينية. فتم تخفيض أجور عمال المزارع إلى النصف، وتم تطهير الجيش من الأعضاء الجمهوريين، وكذلك تم تنظيم تحالف الجبهة الشعبية الذي فاز في انتخابات 1936. قاد أثانيا حكومة أقلية ضعيفة، لكنه سرعان ماحل محل زامورا رئيسا للجمهورية في أبريل. فشل رئيس الوزراء كاساريس في الالتفات لتحذيرات بمؤامرة عسكرية ضمت العديد من الجنرالات، الذين قرروا أن الحكومة يجب استبدالها إذا أريد منع تفكك إسبانيا. قاموا بتنظيم انقلاب عسكري في يوليو، والذي اشعل الحرب الأهلية الإسبانية.

## الملكية الدستورية

### القرن 19

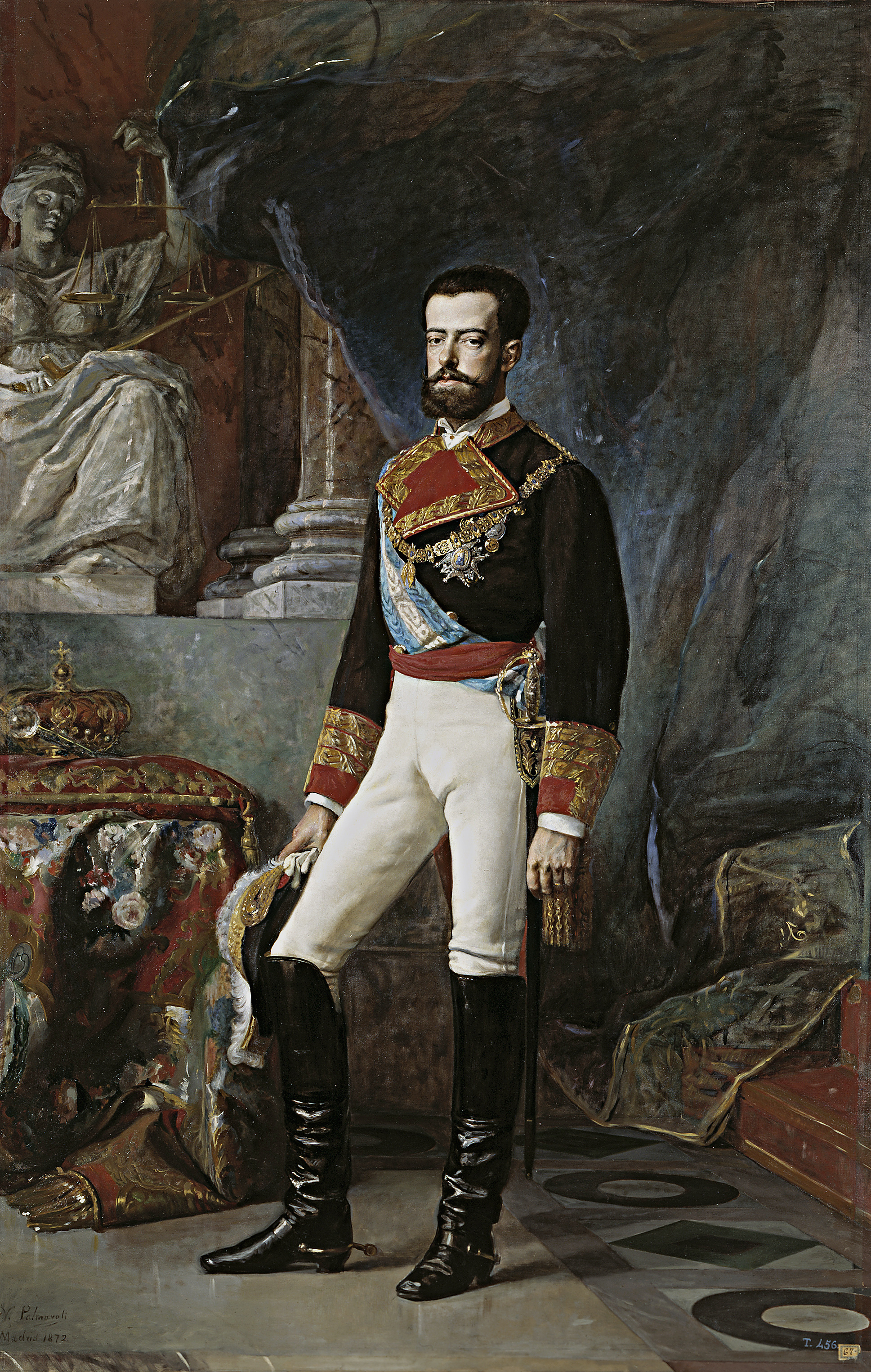
الملك أماديو الأول

كان القرن التاسع عشر قرنًا مضطربًا لإسبانيا. فقد تنافس على السلطة السياسية كلا من هؤلاء الذين يؤيدون إصلاح الحكومة الإسبانية والمحافظين الذين حاولوا منع الإصلاحات. وسعى بعض الليبراليين وفقًا للتقاليد التي بدأت بالدستور الأسباني لسنة 1812 إلى الحد من سلطة الملكية الإسبانية وإقامة دولة ليبرالية. لم تستمر إصلاحات 1812 بعد أن حل الملك فيرناندو السابع الدستور وأنهى حكومة ليبرالية التي لم تدم طويلاً بمساعدة عسكرية ملكية فرنسية. وجرى مابين سنة 1814 و 1874 حوالي 12 انقلابًا ناجحًا. كانت هناك عدة محاولات لإعادة تنظيم النظام السياسي ليتناسب مع الواقع الاجتماعي. حتى خمسينيات القرن التاسع عشر كان اقتصاد إسبانيا يعتمد أساسًا على الزراعة. كان هناك نمو بسيط للطبقة الصناعية والتجارية البرجوازية. ولكن ظل ملاك الأراضي من الأقلية الأوليغارشية قوية. كان عدد قليل من الناس يمتلكون عقارات كبيرة (يسمون latifundia) وبالإضافة إلى استحواذهم جميع المناصب الحكومية الهامة. حاول القطاعين الصناعي والتجاري تحدي قوة ملاك الأراضي، ولكن دون جدوى.
في عام 1868 أدت الانتفاضات الشعبية إلى الإطاحة بالملكة إيزابيل الثانية. وساعد عاملان مهمان تلك الانتفاضات: سلسلة من أعمال الشغب في المناطق الحضرية، وحركة ليبرالية داخل الطبقات الوسطى والجيش (بقيادة الجنرال خوان بريم)، الذين كانوا قلقين بشأن التشدد المتطرف للنظام الملكي. وفي سنة 1873 استلم الحكم الملك أماديو الأول من آل سافوي الذي تنازل عن الحكم بسبب الضغوط السياسية المتزايدة، وأعلن أول جمهورية إسبانية. ومع ذلك فإن مؤسسي الجمهورية عجزوا عن منع انحدار الجمهورية نحو الفوضى. فقام الجيش بعدة انتفاضات. حتى عادت الملكية القديمة مع عودة البوربون في ديسمبر 1874، حيث اعتبر الإصلاح ليس بأكثر أهمية من السلام والاستقرار. على الرغم من إدخال حق الاقتراع العام للذكور سنة 1890، إلا أن الانتخابات كانت تحت سيطرة الزعماء السياسيين المحليين (caciques).
حاولت الجماعات السياسية المتمسكة بالتقاليد منع إصلاحات الليبرالية الإسبانية والحفاظ على الملكية الأبوية (الذكور من سلالة الأب). فحارب الكارليون - مؤيدو إنفانت كارلوس ونسله - لتعزيز التقليد الإسباني والكاثوليكية ضد ليبرالية الحكومات الإسبانية المتعاقبة. فحاولوا استعادة الامتيازات العريقة والاستقلال الإقليمي الواسع الممنوح لبلاد الباسك وكاتالونيا المسمى المواثيق الإقليمية (بالإسبانية: fueros)‏. وتحالفوا أحيانا مع القوميون (منفصلين عن الفصيل الوطني أثناء الحرب الأهلية نفسها) خلال الحروب الكارلية.
وفي تلك الفترة أصبحت الأناركية شائعة بين الطبقة العاملة، حتى أضحت في إسبانيا الأقوى من أي مكان آخر في أوروبا. إلا أن القوات الحكومية استطاعت بسهولة هزيمتهم.

### القرن 20

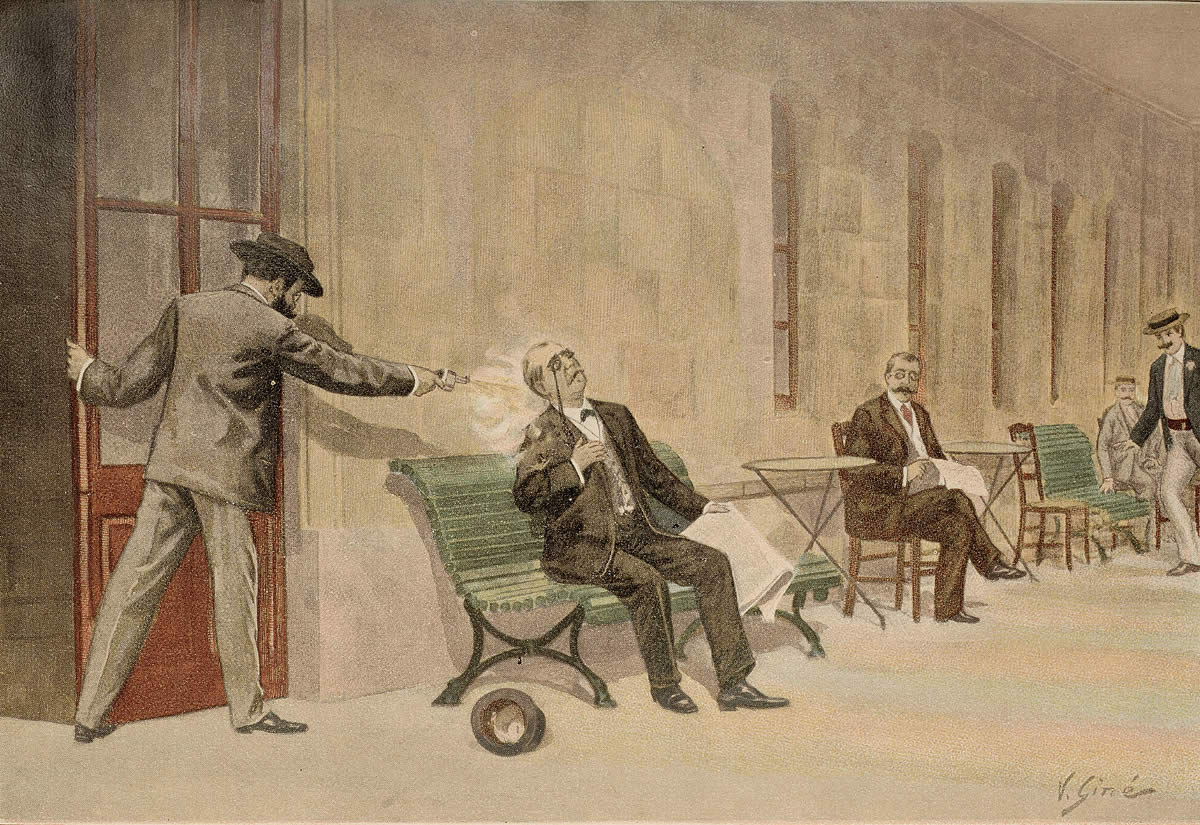
تصوير يوضح عملية اغتيال رئيس الحكومة أنطونيو كانوباس ديل كاستيو.

اغتيل رئيس وزراء إسبانيا أنطونيو كانوباس ديل كاستيو على يد فوضوي إيطالي في سنة 1897، بسبب ازدياد عدد الاعتقالات واستخدام الحكومة للتعذيب. وكان ضياع كوبا آخر المستعمرات المهمة لإسبانيا في الحرب الإسبانية الأمريكية سنة 1898 قد أضر بقوة التصدير من كاتالونيا؛ فاندلعت أعمال إرهابية وعنف قام بها عملاء محرضون في برشلونة. ونمت الطبقة العاملة الصناعية في العقدين الأولين من القرن العشرين، إلا أنه كان هناك استياء في إقليمي الباسك وكاتالونيا حيث الصناعات الإسبانية القوية. فقد كانوا يعتقدون أن الحكومة تفضل عليهم الإصلاح الزراعي، وبالتالي فشلت في تمثيل مصالحهم. كان متوسط معدل الأمية 64٪ مع تباين إقليمي كبير. كان الفقر في بعض المناطق كبيراً وجرت هجرة جماعية ضخمة إلى العالم الجديد في العقد الأول من ذات القرن.
نال حزب العمال الاشتراكي الإسباني (PSOE) ومعه نقابة اتحاد العمال العام (UGT) المرتبطة به على الدعم. وقد نمت نقابة UGT من 8000 عضو سنة 1908 إلى 200,000 سنة 1920. وأنشئت مكاتب فرعية للإتحادات (Casas del pueblo) في المدن الكبرى. وكان اتحاد العمال العام يخشى فقدان الشعبية أمام الأناركيين. إلا أن انضباطيته في الإضرابات لاقت الاحترام الواسع. وكانت سياسته وسطية ومعادية للكاتالونية، لذا كان لديه فقط 10,000 عضو في برشلونة حتى سنة 1936. وقد ارتكز كلا من PSOE و UGT على شكل بسيط من أشكال الماركسية افترضت ثورة حتمية، وكانت ذات طابع انعزالي. وعندما نقل UGT مقره من برشلونة إلى مدريد سنة 1899 لم يتمكن الكثير من العمال الصناعيين في كاتالونيا من الوصول إليه. وقد اعترف أعضاء في حزب PSOE بحاجتهم إلى التعاون مع الأحزاب الجمهورية.
وفي سنة 1912 تأسس حزب الإصلاح الذي جذب المثقفين. وتمكنت شخصيات عامة مثل أليخاندرو ليروكس من نيل دعم واسع من الطبقة العاملة. وجعلت معاداته رجال الدين من الديماغوجيين الناجحين في برشلونة. وقال إن الكنيسة الكاثوليكية لا تنفصل عن نظام القمع الذي كان يحكم الناس. وفي تلك الفترة أصبحت الجمهورياتية في المقدمة.
كان الجيش حريصًا على تجنب تفكيك الدولة، وكان يتطلع إلى الداخل بشكل متزايد بعد خسارة كوبا. فقد كان ينظر إلى القومية الإقليمية على أنها انفصالية وموضع استياء. وفي سنة 1905 هاجم الجيش مقر اثنين من المجلات الساخرة في كاتالونيا يعتقد أنها تقوض الحكومة. ولاسترضاء الجيش حظرت الحكومة التعليقات السلبية عن الجيش أو إسبانيا في الصحافة الإسبانية. ازداد الاستياء من الجيش والتجنيد مع حرب الريف الكارثية سنة 1909 في المغرب الإسباني. بلغت الأحداث ذروتها في لأسبوع المأساوي في برشلونة سنة 1909 عندما قامت مجموعات من الطبقة العاملة بأعمال شغب ضد استدعاء الاحتياطيين. وأحرقت 48 كنيسة ومؤسسات مماثلة في هجمات ضد رجال الدين. وتمكن الجيش من اخماد الشغب. تمت محاكمة 1725 عضوًا من هذه الجماعات، مع الحكم على خمسة أشخاص بالإعدام. أدت هذه الأحداث إلى تأسيس الاتحاد الوطني للعمل (CNT) وهي نقابة عمالية سيطر عليها الأناركيون وملتزمة بالنقابات الأناركية. كان لديها أكثر من مليون عضو بحلول 1923.

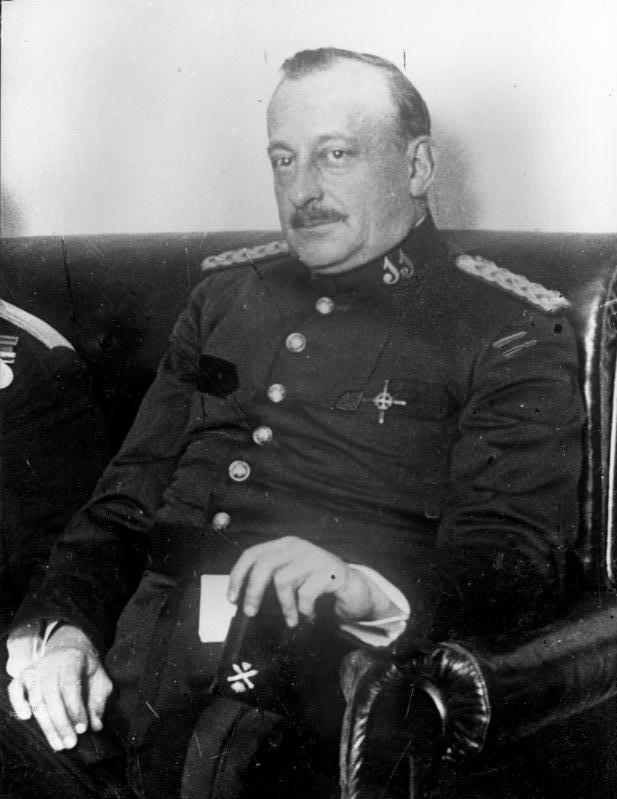
الجنرال ميغيل بريمو دي ريفيرا خلال ديكتاتوريته.

أدت زيادة الصادرات خلال الحرب العالمية الأولى إلى ازدهار في الصناعة وانخفاض مستويات المعيشة في المناطق الصناعية، ولا سيما كاتالونيا وبلاد الباسك، ولكن كان هناك زيادة في التضخم. فاستاء القطاع الصناعي بإخضاعه من حكومة مركزية زراعية. إلى جانب المخاوف بشأن أنظمة الترويج القديمة والفساد السياسي، تسببت الحرب في المغرب بانقسامات في الجيش. وأصبح التجدد مطلبا شعبيا، فاتحدت الطبقة العاملة والطبقة الصناعية مع الجيش على أمل إزالة الحكومة المركزية الفاسدة. ولكن تلك الآمال انهزمت سنوات 1917 و 1918 عندما تم استرضاء أو قمع مختلف الأحزاب السياسية التي تمثل هذه المجموعات من الحكومة المركزية، الواحدة تلو الأخرى. فأيد الصناعيون الحكومة في نهاية المطاف كونها وسيلة لاستعادة النظام. تنامى الخوف في إسبانيا بعد ظهور الشيوعية الدولية في 1919، فازداد قمع الحكومة من خلال وسائلها العسكرية. فانقسم حزب العمال الاشتراكي، حيث أسس الأعضاء اليساريين في سنة 1921 الحزب الشيوعي. ولم تتمكن حكومة عودة البوربون من مواجهة ازدياد الإضرابات بين العمال الصناعيين في الشمال والزراعيين في الجنوب.
جاء ميغيل بريمو دي ريفيرا إلى السلطة بانقلاب عسكري في 1923، فحول إسبانيا إلى دكتاتورية عسكرية. وسلم إلى اتحاد العمال العام (UGT) احتكار السيطرة على النقابات، وقدم برنامجًا شاملا للأشغال العامة. ولكن ذلك البرنامج دمرها، مثل السدود الكهرومائية والطرق السريعة التي تسببت في تضاعف العجز في سنوات 1925-1929. ثم تفاقم الوضع المالي في إسبانيا بسبب ربط البيزيتا بالغطاء الذهبي، مما أفقد العملة نصف قيمتها تقريبا سنة 1931. وأدخل بريمو دي ريفيرا اتحاد العمال العام من ضمن الحكومة لإنشاء مجالس للتحكيم الصناعي، على الرغم من أن هذه الخطوة عارضها البعض في المجموعة واعتبرها القادة الأناركيين أنها خطوة انتهازية. كما حاول الدكتاتور الدفاع عن التحالف الصناعي-الزراعي الملكي الذي شكل خلال الحرب. لم يتم خلال الدكتاتورية إجراء أي إصلاح كبير للنظام السياسي (وخصوصا النظام الملكي)، مما جعل تشكيل حكومة جديدة صعباً، فالمشاكل القائمة لم يتم إصلاحها. فبدأ النظام الدكتاتوري يفقد دعمه تدريجيا، فتدخل الدكتاتور بالحياة السياسية ضمنت مسؤوليته الشخصية عن إخفاقات الحكومة، وأيضا تدخله في الأمور الاقتصادية التي لم يفهمها ازداد الوضع سوءا. فاستقال دي ريفيرا في يناير 1930. ولم يتمكن الملك من ايجاد الدعم للعودة إلى النظام الدستوري ماقبل 1923، وفقدت الملكية مصداقيتها بسبب دعمها لحكومة عسكرية. فأمر الملك الجنرال داماسو بيرينجوار بتشكيل حكومة بديلة، لكن دكتاتورية ديكتابلاندا فشلت في توفير بديل قابل للتطبيق. أزعج اختيار بيرينجير جنرالًا مهمًا آخر هو خوسي سانخورخو الذي اعتقد أنه خيار أفضل. وفي الانتخابات البلدية التي جرت في 12 أبريل 1931 فشلت الأحزاب الملكية في الحصول على دعم قوي في المدن الكبرى، وتجمع عدد كبير من الناس في شوارع مدريد. تنازل الملك ألفونسو الثالث عشر لمنع «حرب أهلية بين الأشقاء». وبعد خروج الملك شكلت الجمهورية الإسبانية الثانية.

## الجمهورية الثانية
كانت الجمهورية الثانية مصدر أمل للفقراء وتهديدًا للأغنياء في المجتمع الإسباني، ولكنها حظيت بدعم من جميع شرائح المجتمع. أضحى نيكيتو الكالا زامورا أول رئيس وزراء لتلك الجمهورية. قبل ملاك الأراضي الأثرياء والطبقة الوسطى الجمهورية بسبب عدم وجود أي بديل مناسب. أنتجت انتخابات يونيو 1931 لعضوية الكورتيس التأسيسي عن أغلبية كبيرة من الجمهوريين والاشتراكيين، مع فوز حزب العمال الاشتراكي PSOE بـ 116 مقعد وحزب ليروكس الراديكالي بـ 94 مقعد. ليصبح ليروكس وزيراً للخارجية. كانت الحكومة تحت سيطرة ائتلاف جمهوري-اشتراكي، ولكن كان لأعضائه أهداف مختلفة، حيث اعتقد بعض الأعضاء الأكثر محافظة أن إزالة الملكية كانت كافية بحد ذاتها، لكن الاشتراكيين والجمهوريين اليساريين طالبوا بإجراء إصلاحات أوسع نطاقًا.
كان الوضع المالي للدولة هشًا. فقد حاول أنصار الديكتاتورية عرقلة محاولة إصلاح الاقتصاد. يبدو أن إعادة توزيع الثروة التي دعمتها الحكومة الجديدة تشكل تهديدًا للأغنياء في ضوء انهيار وول ستريت وبداية الكساد العظيم. حاولت الحكومة معالجة الفقر المدقع في المناطق الريفية وذلك بتحديد يوم العمل ب 8 ساعات للعمال اليومية، ومنح الأراضي للفلاحين للزراعة. فاشتكى الملاك، إلا أن فعالية تلك الإصلاحات اعتمدت على مهارة الحكم المحلي، والتي غالبًا ما افتقرت إليها. كانت هناك حاجة للإصلاحات في الجيش، وأيضا إصلاح التعليم الذي عد مشكلة أخرى تواجه الجمهورية. ويجب أيضًا تحديد العلاقة بين الحكومة المركزية وإقليم الباسك والكاتالان.
قادت المعارضة الفعالة ثلاث مجموعات. تكونت المجموعة الأولى من الحركات الكاثوليكية، التي كان لها تأثير على القضاء والصحافة. حيث صوروا لملاك الأراضي في الريف أن الجمهورية هي ملحدة وشيوعية. أما المجموعة الثانية فكانت من الأحزاب التي دعمت الملكية مثل مثل الكارليين، الذين كانوا يرغبون أن تطيح انتفاضة عنيفة بالجمهورية الجديدة. أما المجموعة الثالثة فكانت منظمات فاشية، من بينها أنصار خوسي بريمو دي ريفيرا نجل الديكتاتور. كان بريمو دي ريفيرا أهم زعيم للفاشية في إسبانيا. غالبًا ماكانت افتتاحية الصحافة بالحديث عن مؤامرة يهودية-ماسونية-بلشفية أجنبية. أجبر أعضاء الاتحاد الوطني للعمل CNT على التعاون مع الجمهورية، وإن استمروا بمعارضتهم للحكومة. أما الحرس المدني الذي لايحظى بشعبية كبيرة فقد اتُهِمَ بإخماده التمرد بدون رحمة. وكان العنف أمرًا معتادًا، فاندلعت أحداث كاستيلبلانكو في 30 ديسمبر 1931 وتداعياتها أحداث أرنيدو بعدها بخمسة أيام.
نالت الأحزاب المعارضة لحكومة الكالا زامورا على دعم الكنيسة والجيش. كان لرئيس الكنيسة في إسبانيا الكاردينال بيدرو سيغورا صوتًا خاصًا في رفضه. فقد أثبتت الكنيسة أنها جزء مهم من هوية إسبانيا حتى القرن العشرين، رغم معاناتها من مشاكل داخلية. وقد طردت الحكومة سيغورا من إسبانيا في يونيو 1931. مما أثار غضب اليمين الكاثوليكي الذي نال نصيبه من القمع، فتعرضت الكنائس لسلسلة من حوادث الحرق في المدن الإسبانية الكبرى في شهر مايو 1931. وعندما رفضت الحكومة استدعاء الحرس المدني تعرض وزير الحرب مانويل أزانيا لانتقادات شديدة من الصحافة اليمينية. عارض الجيش الإصلاحات العسكرية، بما في ذلك زيادة في الحكم الذاتي الإقليمي الذي منحته الحكومة المركزية، واعتبرت الإصلاحات الرامية إلى تحسين الكفاءة بمثابة هجوم مباشر. فقلصت الحكومة أعداد الضباط عن طريق التقاعد الاستثنائي وتمت مراجعة ترقيات بسبب مزايا الحرب لألف منهم، ومنهم فرانسيسكو فرانكو الذي شغل منصب مدير الأكاديمية العسكرية العامة في سرقسطة والتي أغلقها مانويل أثانيا.

### دستور 1931

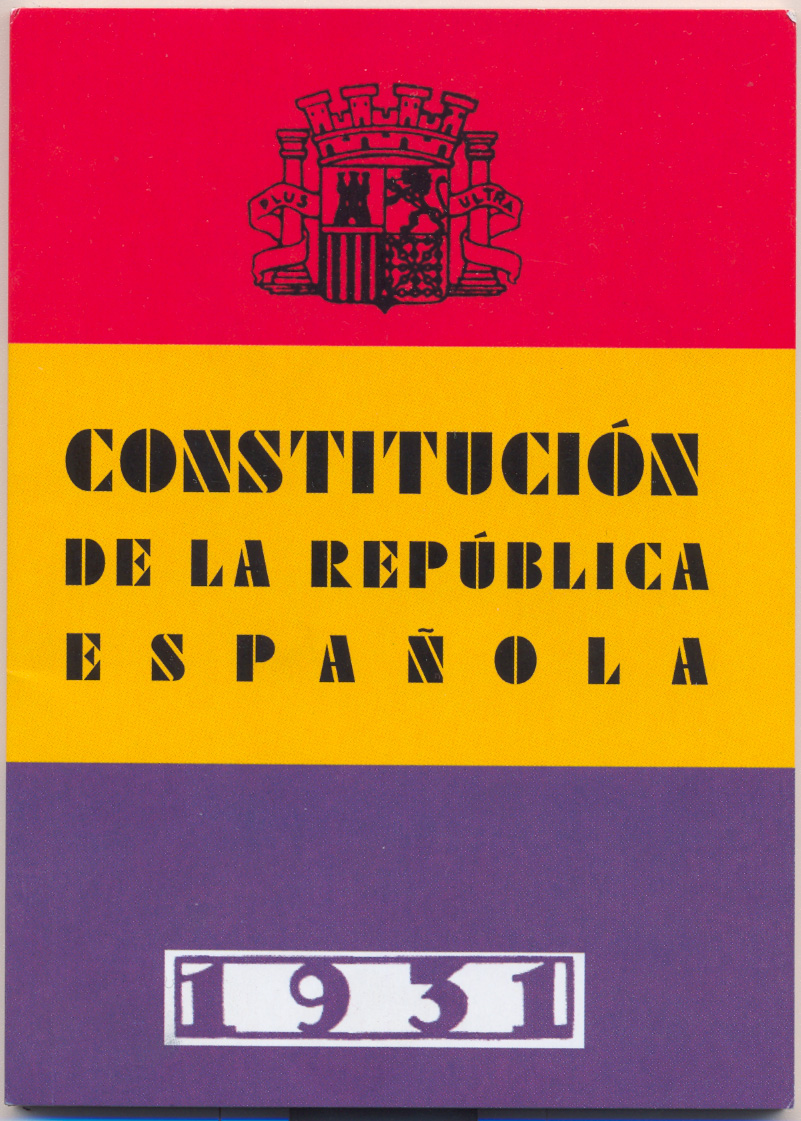
غلاف لدستور إسبانيا 1931.

تمت الموافقة على دستور جديد في 9 ديسمبر 1931. بعدما رُفِضَت المسودة الأولى التي أعدها أنخيل أوسوريو غالاردو وآخرون، وجاء بنص أكثر جرأة يُنشئ «جمهورية ديمقراطية للعمال من كل طبقة». احتوى الدستور على الكثير من اللغة العاطفية والعديد من المواد المثيرة للجدل، والتي كان بعضها يهدف إلى كبح الكنيسة الكاثوليكية. كان الدستور إصلاحيًا وليبراليًا وديمقراطيًا ورحب به الائتلاف الجمهوري الاشتراكي، ولكنه روَّع ملاك الأراضي والصناعيين وتنظيم الكنيسة وضباط الجيش.
بما أن الحكومة تعتقد أنه كان من الضروري كسر سيطرة الكنيسة على الشؤون الإسبانية، فإن الدستور الجديد أزال أي حقوق خاصة تملكها الكنيسة الكاثوليكية. فأعلن الدستور الحرية الدينية والفصل بين الكنيسة والدولة. استمرت المدارس الكاثوليكية في العمل ولكن خارج نظام الدولة؛ وفي 1933 منعت تشريعات أخرى جميع الرهبان والراهبات من التدريس. ونظمت الدولة استخدام الكنيسة للممتلكات والاستثمارات، تنص على الانتعاش والضوابط على استخدام الممتلكات التي حصلت عليها الكنيسة خلال الديكتاتوريات السابقة، وحظرت جمعية يسوع التي يسيطر عليها الفاتيكان. فقد حددت المادتان المثيرتان للجدل 26 و 27 من الدستور سيطرة الدولة على ممتلكات الكنيسة ومنع الجماعات الدينية من ممارسة التعليم. واعتبر هذا الأمر عداء صريح للكنيسة، حيث عد مؤيدي الكنيسة وكذلك مؤيدي الفصل بين الكنيسة والدولة مثل خوسيه أورتيجا إي جاسيت إلى أن تلك المواد الدستورية مبالغ فيها. وأجازت مواد أخرى الطلاق والشروع في إصلاحات زراعية مثيرة للجدل، وفي 13 أكتوبر 1931 طالب جيل روبلز المتحدث الرئيسي باسم اليمين البرلماني بإسبانيا كاثوليكية لاتخاذ موقف ضد الجمهورية. جادل المعلق ستانلي باين بأن «الجمهورية التي هي نظام دستوري ديمقراطي محكوم عليها منذ البداية»، لأن أقصى اليسار اعتبر أي تعديل في المواد المناهضة للكنيسة غير مقبول على الإطلاق.
في أكتوبر 1931 استقال ألكالا زامورا من رئاسة الحكومة ومعه وزير الداخلية ميغيل مورا. فأصبح مانويل أثانيا رئيسا للوزراء، فاستحوذ على المناصب لحزبه، مما جعل من ليروكس معزولًا، فانتقل بحزبه الراديكالي إلى المعارضة، تاركًا لأثانيا الاعتماد على الاشتراكيين لنيل الدعم. اعترض الاشتراكيون الذين يرغبون بالإصلاح على عدم إحراز تقدم. فالإصلاحات التي جرت نقلت حقوق ملكية الأراضي. ولكن أبقت ظروف العمال مروعة؛ فأعلن ملاك الأراضي الزراعية الحرب على الحكومة برفضهم زراعة المحاصيل. وفي الوقت نفسه قمعت السلطة بقسوة العديد من إضرابات المزارعين. فالإصلاحات فشلت لأنها لم تستطع الحكومة أن تطبقها على الأرض، ومنها محاولة تفكيك الممتلكات الكبيرة لتحسين وضع عمال الريف. بحلول نهاية سنة 1931 أوقفت محاولة تمرد مسلح من اتباع الملك ألفونسو الثالث عشر في إسبانيا، فحُكم عليه غيابياً بالسجن مدى الحياة.
أعلن أثانيا أن إسبانيا «لم تعد كاثوليكية»؛ ومع أن تصريحه كان دقيقًا نوعا ما، إلا أنه لم يكن من الحصافة السياسية قول ذلك. أثار هجوم على سائق سيارة أجرة بسبب وجهات نظره اليسارية موجة من أعمال العنف وحرق الأديرة في جميع أنحاء جنوب غرب إسبانيا ابتداء من 11 مايو 1931؛ فترددت الحكومة في إعلان الأحكام العرفية ونسب تعليق إلى أثانيا بأنه «يفضل حرق جميع الكنائس في إسبانيا خيرا من إصابة جمهوري واحد»، دفع العديد من الكاثوليك إلى الاعتقاد بأن الجمهورية كانت تحاول محاربة المسيحية. ففرضت القيود على الأيقونات المسيحية في المدارس والمستشفيات ورنين الأجراس بدءا من يناير 1932. كما فرضت سيطرة الدولة على المقابر. بدأ الكثير من الكاثوليك العاديين في رؤية الحكومة بانها عدو بسبب الإصلاحات التعليمية والدينية. واستنكرت الصحافة تصرفات الحكومة ووصفتها بأنها همجية وغير عادلة وفاسدة. وقد قاد الجنرال خوسي سانخورخو انقلابا فاشلا في أغسطس 1932 بسبب أحداث كاستيلبلانكو وأرنيدو مما روع الحكومة. ولم يكن للانقلاب أي أهداف، مما تسبب بفشله. فحوكم الجنرالات المتورطون وعوقبوا بإرسالهم إلى المستعمرات الإسبانية.
فبدأ اليسار السياسي بالتشظي، بينما بقي اليمين متوحدا. وواصل الحزب الاشتراكي دعم أثانيا ولكنه توجه إلى اليسار السياسي. قام جيل روبليس بتشكيل حزب جديد هو الاتحاد الإسباني لليمين المستقل (بالإسبانية:  Confederatión Espanola de Derechas Autónomas، CEDA)‏ لخوض انتخابات 1933 واحتضن معه الفاشية. حقق اليمين فوزًا ساحقًا، حيث فاز كل من CEDA واليمين المتشدد معًا بـ 219 مقعدًا. في حين كان أعضاء الحزب الشيوعي حوالي 3000 عضو وهم غير مهمين في هذه المرحلة.

### السنتين السوداوين
بعد انتخابات نوفمبر 1933، دخلت إسبانيا فترة سميت بالسنتان السوداوان (بالإسبانية: :bienio negro)‏. وأصبح الراديكاليون أكثر عدوانية وانتقل المحافظون إلى الأفعال شبه العسكرية. وأشارت الإحصاءات الرسمية إلى أن 330 شخصًا قد اغتيلوا بالإضافة إلى نجاة 213، وجرح 1511 شخصًا بسبب العنف السياسي. وأشارت هذه الأرقام أيضًا إلى أنه تم إعلان حوالي 113 إضرابًا عامًا وتدمير 160 مبنى دينيًا، وأغلبه بسبب الحرق المتعمد. بعد الانتخابات مباشرة زعم الاشتراكيون بتزوير الانتخابات؛ حيث ادعوا بحسب PSOE بحاجتهم إلى ضعف عدد الأصوات التي يحتاجها خصومهم للفوز بكل مقعد. وحددوا تفكك اليسار بأنه سبب آخر لهزيمتهم. بدأت المعارضة الاشتراكية في نشر المثل الثورية. تمكنت CEDA من نيل أغلبية المقاعد، ولكن ليس بما يكفي لتشكيل الأغلبية. رفض الرئيس نيكيتو ألكالا زامورا دعوة زعيم حزب سيدا CEDA جيل روبلز بتشكيل الحكومة، وبدلاً من ذلك دعا أليخاندرو ليروكس من الحزب الجمهوري الراديكالي لتشكيل الحكومة. شرع الحزب الراديكالي مدعوما من CEDA في إزالة الضوابط على الأسعار وبيع خدمات الدولة الاحتكارية والاحتكارات وإزالة إصلاحات الأراضي - لصالح ملاك الأراضي. أدى هذا إلى زيادة في نقص الغذاء بجنوب إسبانيا. ولم يتم تطبيق الإصلاحات الزراعية التي لا تزال سارية ضمنيًا.
بدأ أول احتجاج أناركي في 8 ديسمبر 1933، وسحق بسهولة في معظم إسبانيا؛ عدا سرقسطة التي صمدت لأربعة أيام قبل أن ينهي الجيش الجمهوري الأسباني الانتفاضة باستخدام الدبابات. صعّد الاشتراكيون من خطابهم على أمل إجبار زامورا على الدعوة إلى انتخابات جديدة. فواصل الملكيين الكارليون واتباع ألفونسو تحضيراتهم، حيث خاض الكارليون تدريبات عسكرية في نافار؛ وتلقوا دعمًا من رئيس الوزراء الإيطالي بينيتو موسوليني. كافح جيل روبلز للسيطرة على جناح شباب الحزب الراديكالي، متشبها بحركات الشباب في ألمانيا وإيطاليا. انضم الملكيين إلى الفلانخي الإسبانية الفاشية بقيادة خوسيه أنطونيو بريمو دي ريفيرا لتكون وسيلة لتحقيق أهدافهم. وقد جرت أحداث عنف مفتوحة في شوارع مدن إسبانيا.
قدم ليروكس استقالته في أبريل 1934 بعد تردد الرئيس زامورا في التوقيع على مشروع قانون العفو واطلاق سراح جميع المتأمرين في انقلاب 1932 (سانخورخادا). فحل محله ريكاردو سامبر. بعد تمزق الاشتراكيون في الانتخابات الأخيرة، بدأوا بالتفكير إن كان يجب عليهم التحرك نحو البلشفية أم لا. وكان فصيل شباب العمل الشعبي (بالإسبانية: Federación de Juventudes Socialistas)‏ (JAP) متشددًا. ودعا الأناركيون إلى إضراب دام أربعة أسابيع في سرقسطة. واصل حزب سيدا التشبه بالحزب النازي الألماني، حيث نظم مظاهرة في مارس 1934 بصيحات دعم جيل روبليس "Jefe" («الزعيم» تشبها ب«الدوتشي» الإيطالي المستخدم لدعم موسوليني). واستخدم جيل روبليس قانونًا لمكافحة الإضراب لإثارة النقابات وتفكيكها واحدة تلو الأخرى، وحاول تقويض حكومة اليسار الجمهوري لكتالونيا الذين كانوا يحاولون مواصلة إصلاحات الجمهورية. أدت الجهود المبذولة لإزالة السيطرة الاشتراكية عن المجالس المحلية إلى إضراب عام، قمعها وزير الداخلية سالازار ألونسو بوحشية، واعتقل أربعة نواب وانتهكت المادتين 55 و 56 من الدستور. تم منع اتحاد عمال الأراضي الاشتراكي (FNTT) من العمل حتى 1936، وهي نقابة عمالية أسست سنة 1930.
في 26 سبتمبر أعلنت سيدا أنها لن تدعم حكومة الأقلية التي يرؤسها سامبر. فاستقالت وحل محلها حكومة بقيادة ليروكس فضمت ثلاثة وزراء من سيدا. مما أشعل الإضراب العام لـ UGT في معظم إسبانيا، ولكنه لم ينجح. ووجد لويس كومبنيس (اليسار الجمهوري لكتالونيا ورئيس حكومة خنيراليس) فرصة في الإضراب العام وأعلن كاتالونيا دولة مستقلة داخل جمهورية إسبانيا الفيدرالية؛ إلا أن الحزب الحاكم رفض تسليح السكان، فكلف قائد الجيش في كاتالونيا الجنرال دومينغو باتيت بإخماد التمرد، فكان أدائه المعتدل منع وقوع ضحايا كثر. وقد تم القبض على لويس كومبنيس وتعليق الحكم الذاتي الكاتالوني. أما الجنرال فرانكو الذي توجه بجيشه من مدريد. حيث استلم قيادة غير رسمية للمحاولة العسكرية ضد الثورة في أستورياس، المكان الوحيد الذي نجح فيه. تم تسليم 30,000 عامل السلاح خلال عشرة أيام. فجرت فظائع من كلا الجانبين. فقتل جنود فرانكو -بعضهم من جيش أفريقيا الإسباني- رجالًا ونساءً وأطفالًا ونفذوا عمليات إعدام سريعة بعد استعادة مدن أستورياس الرئيسية. قُتل حوالي 1000 عامل وحوالي 250 جنديًا حكوميًا. فالثورة الفاشلة في أستورياس قد عجلت بنهاية الجمهورية. فمرت أشهر من الانتقام والقمع: فعذب السجناء السياسيين. حتى الإصلاحيون المعتدلون داخل السيدا أصبحوا مهمشين. واعتبر الجنرالان المسؤولان عن الحملة فرانكو ومانويل جود لوبيس أبطالًا. وجرت محاولات فاشلة لجعل أثانيا مجرم ثوري من خصومه اليمينيين. ومرة أخرى دفع جيل روبلز الحكومة إلى الانهيار، حيث منحت حكومة ليروكس الجديدة خمس وزارات لسيدا، إحداهما لجيل روبلز نفسه. وخفضت أجور عمال المزارع إلى النصف، وتم تطهير الجيش من الأعضاء الجمهوريين وإصلاحه. ونال الموالين لروبلز الترقيات، وعيّن فرانكو رئيسًا للأركان.
بدأ أثانيا وإنداليسيو برييتو في سنة 1935 بتوحيد اليسار وتحييد عناصره المتطرفة. فنظموا تجمعات شعبية كبيرة سميت فيما بعد بالجبهة الشعبية. انهارت حكومة ليروكس الراديكالية بعد فضيحتين رئيسيتين وهما قضية سترابيرلو ونومبيلا. ومع ذلك لم يسمح زامورا لـ CEDA بتشكيل الحكومة، وبدلاً من ذلك قام بالدعوة إلى الانتخابات، ففازت الجبهة الشعبية بانتخابات 1936 بموارد أقل بكثير من اليمين السياسي الذي اتبع تقنيات الدعاية النازية. بدأ اليمين في تخطيط أفضل طريقة للإطاحة بالجمهورية بدلاً من السيطرة عليها.
كانت الحكومة ضعيفة كما أن نفوذ لارجو كاباليرو الثوري منع الاشتراكيين من المشاركة في الحكومة. تُرِك الجمهوريون أن يحكموا بمفردهم، فقاد أثانيا حكومة أقلية، فكان التهدئة والمصالحة مهمة ضخمة. قبل لارجو كاباليرو الدعم من الحزب الشيوعي (أعضاؤها حوالي 10,000). فازدادت أعمال العنف والانتقام. بحلول بداية 1936 وجد أثانيا أن اليسار استخدم نفوذه للتحايل على الجمهورية والدستور؛ وكانوا مصممين على تغييرات جذرية قوية. وفي أبريل أزاح البرلمان زامورا عن الرئاسة لأسباب خادعة باستخدام حيلة دستورية وحل أثانيا محله. وكان أمل أثانيا وبرييتو أنه من خلال شغل مناصب الرئيس ورئيس الوزراء أن بإمكانهم المضي قدماً في إصلاحات كافية لتهدئة اليسار والتعامل مع التشدد اليميني. ومع ذلك بدا أن أثانيا ينعزل بازدياد عن السياسة اليومية، وأن بديله في رئاسة الحكومة كاساريس كيروغا كان ضعيفاً. على الرغم من أن اليمين صوت أيضًا لإزاحة زامورا، إلا أنه كان حدثًا فاصلاً ألهم المحافظين بالتخلي عن السياسة البرلمانية كتب ليون تروتسكي أن زامورا كان «قطب استقرار» في إسبانيا، وأن إزاحته كانت خطوة نحو ثورة أخرى. قاوم لارجو كاباليرو لانهيار حكومة الجمهورية، لتحل محلها حكومة اشتراكية كما هو الحال في فرنسا.
سلمت CEDA صندوق حملتها إلى المخطط العسكري الجنرال إميليو مولا. وحل الملكي خوسيه كالفو سوتيلو محل جيل روبلز بزعامة اليمين في البرلمان. وتوسعت مجموعة الفلانخي الإسبانية بقوة بعدما انتقل إليها العديد من أعضاء JAP. فنجحوا في إثارة المشاكل في الشوارع، من أجل جعل النظام السلطوي مبررًا. كما تعرضت CEDA لهجوم مباشر من الفلانخي. فتطرف لحركة شباب CEDA معناه أن جميع محاولات إنقاذ الكاثوليكية البرلمانية محكوم عليها بالفشل. بذل بريتو قصارى جهده لتفادي الثورة من خلال الترويج لسلسلة من إصلاحات الأشغال العامة والنظام المدني، بما في ذلك أجزاء من الحرس العسكري والمدني. ولكن اتخذ لارجو كاباليرو موقفًا مغايراً، حيث واصل وعظ العمال بالإطاحة الحتمية للمجتمع. ولم يتفق لارجو كاباليرو مع فكرة بريتو بتكوين تحالف جمهوري اشتراكي جديد. فعبر الشيوعيون بموافقة لارجو كاباليرو عن قلقهم من الطبقات الوسطى من خلال توليهم صفوف المنظمات الاشتراكية بسرعة. وهذا مما أزعج الطبقة الوسطى. فتشظي الجبهة الشعبية قيَّد الحكومة من استخدام سلطتها لمنع التشدد اليميني. وتعرضت محاولات برييتو للإصلاح المعتدل لهجوم الشباب الاشتراكي. وواصل سوتيلو بذل قصارى جهده لجعل المصالحة مستحيلة.
فشل رئيس الوزراء كاساريس في الالتفات لتحذيرات برييتو من وجود مؤامرة عسكرية ضمت العديد من الجنرالات الذين أرادوا تغيير الحكومة لمنع تفكك إسبانيا. فقاموا بتنظيم انقلاب عسكري في يوليو والذي اشعل الحرب الأهلية الإسبانية. بإدارة مولا وبزعامة سانخورخو.

### كتب
- Beevor، Antony (2006). The Battle for Spain: The Spanish Civil War 1936–1939. London, UK: Weidenfeld & Nicolson. ISBN:978-0-297-84832-5.
- Fraser، Ronald (1979). Blood of Spain. London, UK: دار بنجوين للنشر. ISBN:978-0-7126-6014-3.
- Lannon، Frances (1987). Privilege, Persecution, and Prophecy: The Catholic Church in Spain, 1875–1975. Oxford, UK: Clarendon Press. ISBN:978-0-19-821923-1.
- Payne، Stanley G. (1973). "25: The Second Spanish Republic". A History of Spain and Portugal (Print Edition). Library of Iberian Resources Online. Madison, Wis, USA: University of Wisconsin Press. ج. 2. ISBN:978-0-299-06280-4. مؤرشف من الأصل في 2023-12-23.
- Preston، Paul (2006). The Spanish Civil War: Reaction, Revolution and Revenge (ط. 3rd). London, UK: هاربر كولنز. ISBN:978-0-00-723207-9.
- Smith، Angel (2009). Historical Dictionary of Spain. Lanham, Md, USA: Scarecrow Press. ISBN:978-0-8108-5849-7. مؤرشف من الأصل في 2023-10-06.
- Thomas، Hugh (1961). The Spanish Civil War (ط. 1st). London, UK: Eyre and Spottiswoode. OCLC:395987.
- Vincent، Mary (2007). Spain, 1833–2002. Oxford, UK; New York: Oxford University Press. ISBN:978-0-19-873159-7.

### صحف
- Brincat، Leo (4 نوفمبر 2005). "Need for international condemnation of the Franco regime". Documents: working papers, 2006 ordinary session (first part) (Report). مجلس أوروبا. ISBN:978-92-871-5932-8. Document 10737. مؤرشف من الأصل في 2021-02-15.
- Paz، Jose Antonio Souto (1 يناير 2001). "Perspectives on religious freedom in Spain". Brigham Young University Law Review. Provo, Utah, USA: جامعة بريغام يونغ. OCLC:94892517. مؤرشف من الأصل في 2023-09-06.
- Preston، Paul (مايو 1999). "Franco and Azaña". History Today. London, UK: History Today Ltd. ج. 49 ع. 5. OCLC:95360332. مؤرشف من الأصل في 2023-09-07.
- Trotsky، Leon (1936). "The Task in Spain". New International. New York, USA: Marxists Internet Archive. ج. 5 ع. 4. مؤرشف من الأصل في 2023-12-23. اطلع عليه بتاريخ 2011-09-04.